# Jeanne la Folle (Gallait)
Jeanne la Folle est un tableau peint par Louis Gallait vers 1856. Il représente Jeanne Ire de Castille devant son mari Philippe Ier le Beau mort le 25 septembre 1506 à Burgos.

## Historique
Cette toile a été commandée à son auteur par la reine des Pays-Bas. L’art avait déjà représenté ce sujet avec Steuben en 1836, et le fut à nouveau, deux ans plus tard, par Gabriel Maureta Aracil, puis par Lorenzo Valles, en 1867.

## Description
Gallait a représenté Jeanne la Folle près de la couche funèbre sur laquelle repose le cadavre de son mari, Philippe le Beau, dont elle refusait de se séparer. Venant d’entrer, pieds nus et les cheveux libres, dans son appartement, elle trouve son mari parfaitement immobile, son visage recouvert, comme dans un profond sommeil, étendu inanimé sur une couche d’apparat vêtu d’une robe magnifique, brodée d’or. Son livre de prière est fermé sur le bureau à côté du lit, et sa main gauche, qui pend hors du lit, a laissé échapper son sceptre d’or incrusté de pierreries qui git sur le parquet. Éperdue de douleur, Jeanne, le visage déjà empreint de démence, est agenouillée dans une attitude pathétique. Elle se penche, éplorée, soulevant doucement la couverture du visage de son époux qu’elle contemple avec égarement. Sa robe de soie blanche, se répand avec ampleur sur le sol. Ses yeux, pleins d’amour, ont en même temps, une expression anxieuse et déconcertée. Gallait a choisi le moment où se produisent tous les mouvements indescriptibles d’une âme en proie à la lutte entre l’amour, le doute et l’horreur, l’intelligence vacillante et la folie  dans un moment de transition effrayant. « Avant d’opter pour cette composition, l’artiste a essayé divers groupements des deux personnages, songeant à leur adjoindre parfois un ou deux témoins. Un grand dessin aux trois crayons, rehaussé d’aquarelle et de gouache blanche, montre son souci de la lumière sur les textiles ; la nudité du cadavre – cachée dans la peinture – y est prétexte à un modelé d’une finesse remarquable. »

## Réception
Cette œuvre a suscité le plus grand enthousiasme à Bruxelles. De 14 h 30 à 16 h, tous les jours, le studio de Gallait était rempli d’artistes et d’amateurs désireux d’examiner la toile avant son envoi à la galerie du Roi de Hollande. Selon la Literary Gazette de Boston, Gallait s’est surpassé dans sa plus grande œuvre.

## Commentaires
Le sujet de ce tableau présente d’intéressants rapprochements entre la vie de Jeanne la Folle et celle de sa commanditaire, Sophie de Wurtemberg, elle-même mariée à un homme, se livrant sans retenue à la débauche, qu’elle trouvait inférieur et impropre au métier de roi, et dont elle pensait qu’elle ferait mieux comme régente de son fils. En 2014, le tableau a été prêté au musée des beaux-arts de Lyon dans le cadre de l’exposition L'invention du passé. Histoires de cœur et d'épée en Europe, 1802-1850.

## Galerie

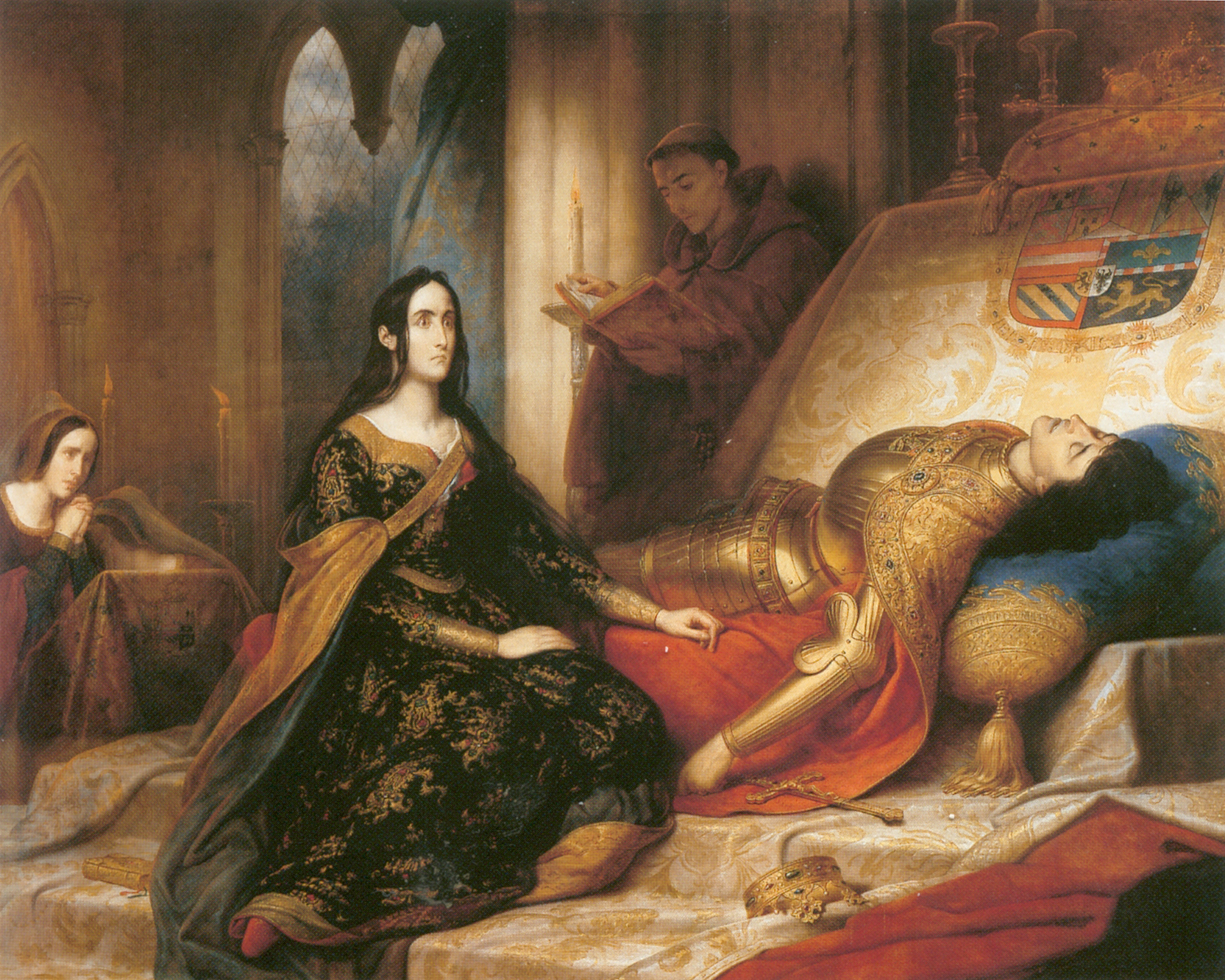
Jeanne la Folle attendant la résurrection de Philippe le Beau, son mari, de Charles de Steuben, 1836, Lille, Palais des Beaux-Arts.
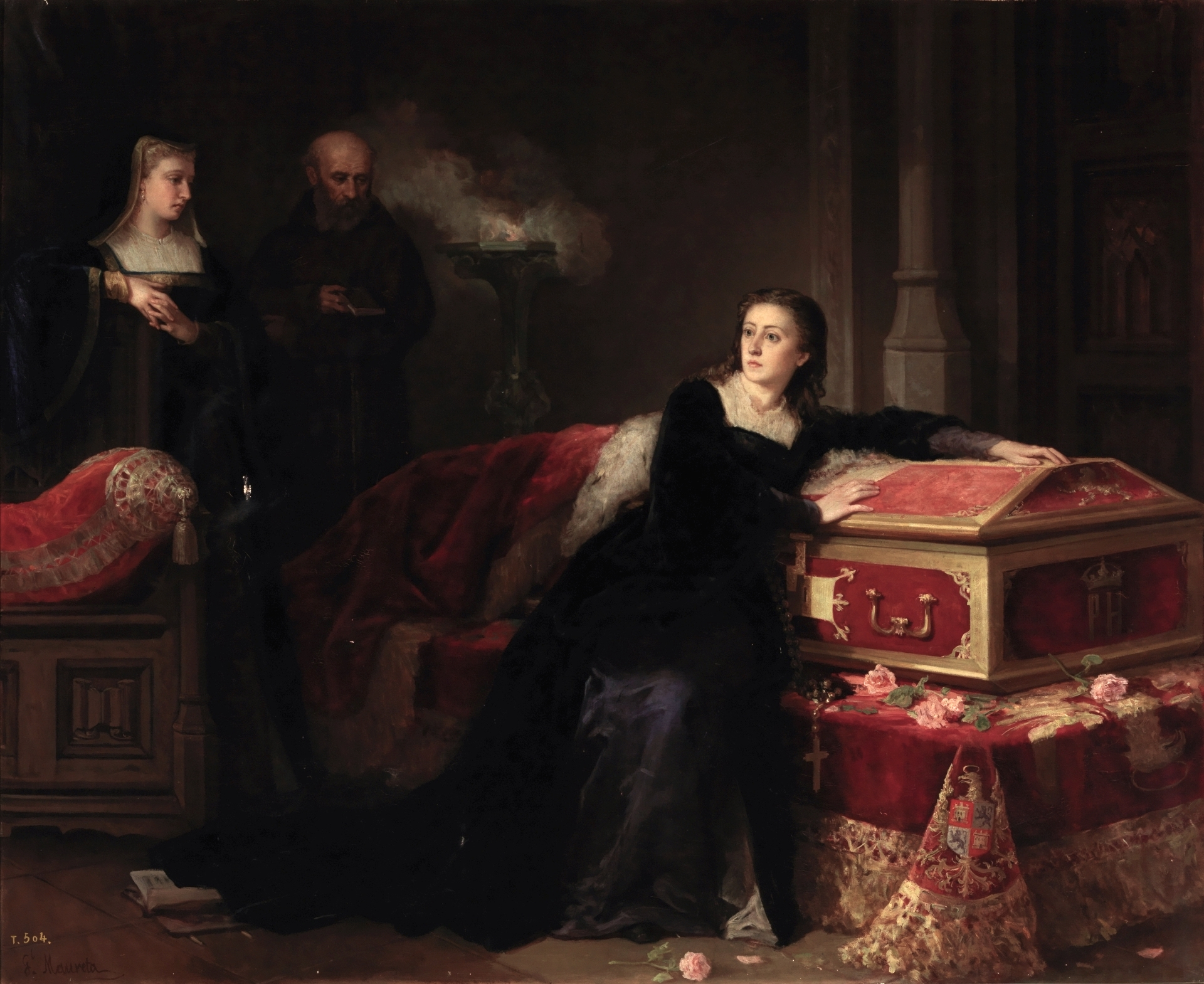
La reina Doña Juana la Loca de Gabriel Maureta y Aracil, v. 1858, Madrid, musée du Prado.
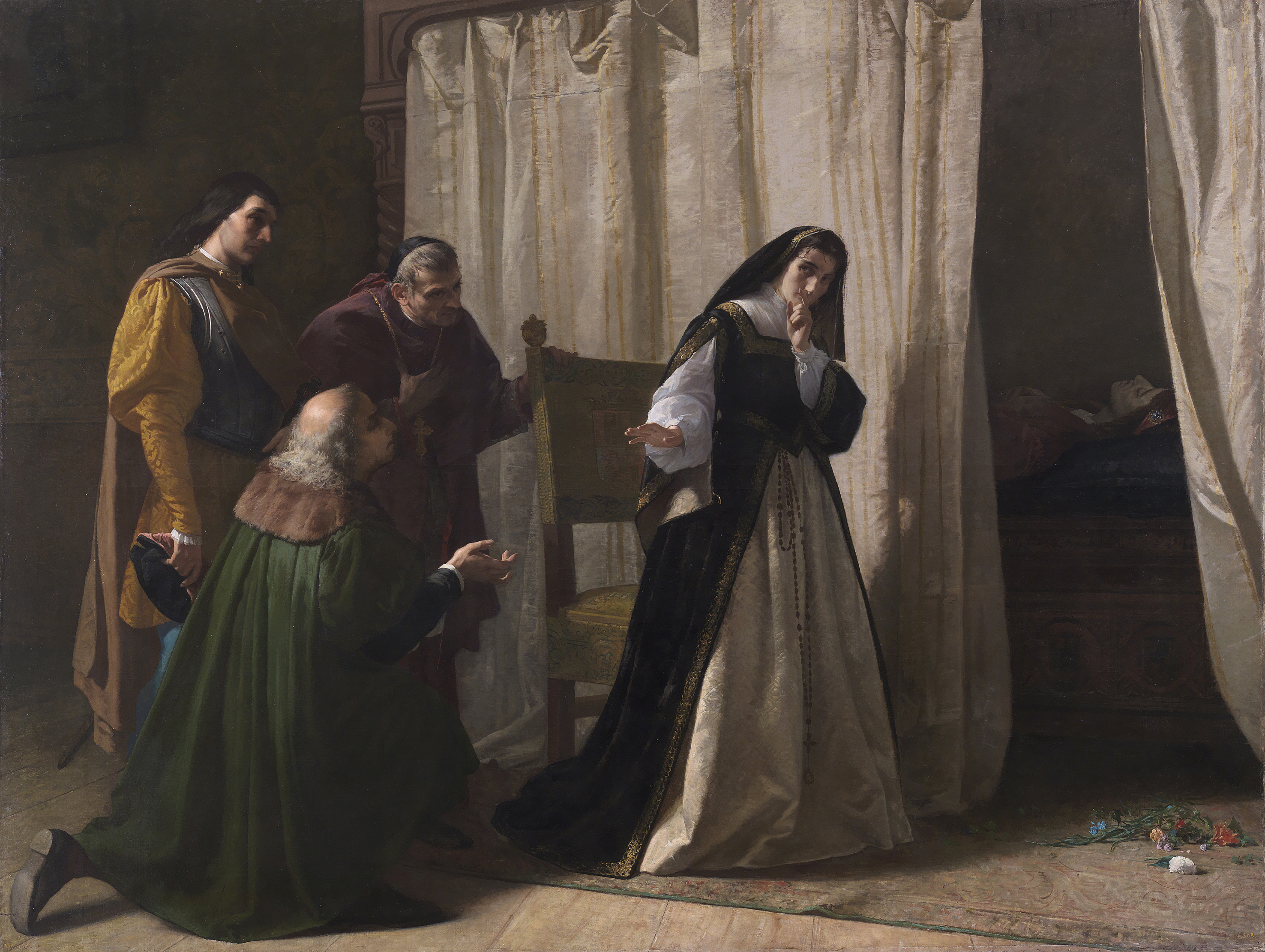
La Demencia de Doña Juana de Lorenzo Valles, 1867, Madrid, musée du Prado.